# Nicki French
Nicki French (Carlisle, Cumbria, Engeland, 26 september 1964) is een Britse zangeres.

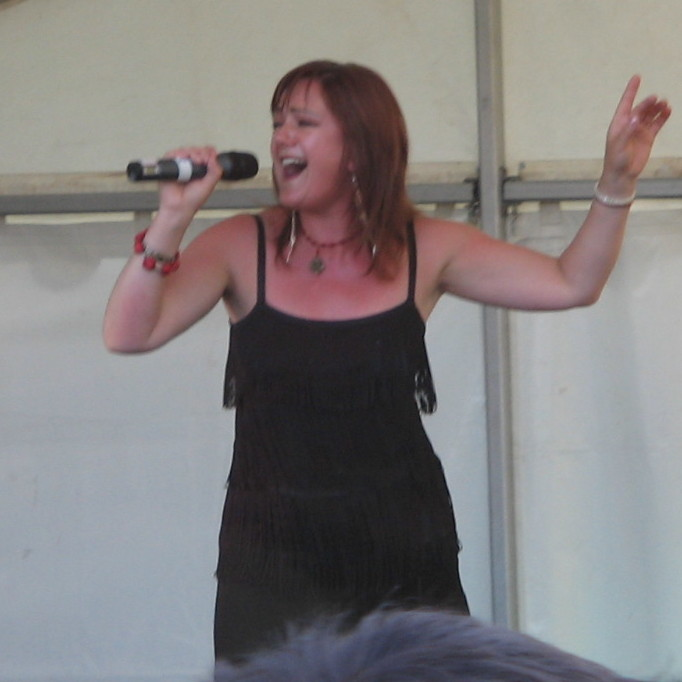
Nicki French in 2005

In 1995 werd ze bekend met haar dance coverversie van Total eclipse of the heart, het nummer werd uitgebracht in 1994 maar bleef toen op de 54ste plaats steken in de hitparade, een jaar later werd het nummer opnieuw uitgebracht en kwam toen tot aan de 5de plaats, ze verkocht meer dan 200 000 platen.
In de Verenigde Staten bereikte ze de tweede plaats van de Billboard Hot 100 en bleef 26 weken in de hitparade. Ook in Japan, Australië, Nederland, Canada en Ierland werd het een succes.
Haar tweede single, een cover van de Carpenters hit For all we know had minder succes, deels door een distributieprobleem. Haar debuutalbum was wel weer een succes en ging in Japan 50.000 keer over de toonbank.
Het platenlabel van French stopte en ze ging naar een andere platenfirma. In 1998 werd haar single Te amo een succes in Canada, Brazilië, het Verenigd Koninkrijk en Mexico.
In 2000 won ze de eerste editie van A Song for Europe in zes jaar met het lied Don't play that song again. Ze mocht nu voor het Verenigd Koninkrijk aantreden op het Eurovisiesongfestival in Stockholm. Ze kwam aan de start als een van de favorieten, maar doordat elk land nu in het Engels mocht zingen was de concurrentie groter dan vroeger. French eindigde op de zestiende plaats, het gedeelde slechtste resultaat ooit voor het land tot dan toe. Later haalde het Verenigd Koninkrijk nog mindere resultaten, waaronder drie keer de laatste plaats.

## Discografie

### Singles VK
- "Total Eclipse Of The Heart" (Bags Of Fun Records) (1994) - #54
- "Total Eclipse Of The Heart" (Love This Records) (1995) - #5
- "For All We Know" (Love This Records) (1995) - #42
- "Did You Ever Really Love Me" (Love This Records) (1995) - #55
- "Is There Anybody Out There?" (Love This Records)
- "Stop In The Name Of Love" (Shock/Central Station Records)
- "Te Amo" (Logic Records)
- "Don't Play That Song Again" (RCA/Ravenous Records) (2000) - #34
- "I Surrender" (Triad Records)
- "Calling Out My Name" (Energise)
- "Total Eclipse Of The Heart 2006" (Energise)

### Albums
- 1995 Secrets (Love This Records)
- 1995 Total Eclipse Of The Heart (Japanse versie van Secrets)
- 1998 French Revolution (Cutting Edge/Avex)